# Manolo Juárez
Manuel Manolo Juárez (Córdoba, 22 de abril de 1937-Ciudad de Buenos Aires, 25 de julio de 2020) fue un pianista, músico, compositor, arreglador y docente argentino de gran renombre. Se destacó por su producción artística en el género popular, particularmente asociada a la renovación de la música de raíz folklórica, y en la música sinfónica-de cámara. También escribió algunas obras para ballet, teatro y cine.

## Biografía
Recibiendo de manera temprana estímulos artísticos por parte de su padre, el gran escultor Horacio Juárez, inició estudios de piano con Ruwin Erlich, perfeccionándose luego en teoría musical con Jacobo Ficher, composición con Honorio Siccardi y Guillermo Graetzer (en Argentina) y con Doménico Guáccero (en Italia).
Fue miembro fundador de la Asociación de Jóvenes Compositores de la Argentina. Entre 1972 y 1975 fue presidente de la entidad, e integró la comisión directiva de la Unión de Compositores de la Argentina. Entre 1970 y 1977 fue secretario adjunto del Sindicato Argentino de Músicos.
En 1968 formó el Trío Juárez, primero con Álex Erlich Oliva (guitarra) y Chiche Heger (percusión); años después con el Chango Farías Gómez y Oscar Taberniso. Es de destacar la participación frecuente, en ambas formaciones, del quenista Juan Dalera. Por su parte, en el segundo disco (Trío Juárez + Dos), a la formación original se plegaron José Luis Castiñeira de Dios (bajo, vibrafón) y Marta Peñaloza (voz) en algunos tracks.
En el campo docente se desempeñó como jefe de la cátedra de Composición de Música Clásica en la Universidad de La Plata y ha dictado cursos y conferencias en distintos congresos de compositores realizados en varias ciudades de Argentina y en Belo Horizonte (Brasil), Río de Janeiro (Brasil), Brasilia (Brasil), Caracas (Venezuela) y La Habana (Cuba).
Fue director fundador e ideó la currícula basal de la Escuela de Música Popular de Avellaneda. Entre 1990 y 1991 fue programador de la Orquesta Sinfónica Nacional. Hasta 1991 fue director del Fondo Nacional de las Artes.
En 2012 grabó su último álbum Manolo Juárez Cuarteto, realizando presentaciones esporádicas y dedicándose mayormente a la enseñanza en el último tramo de su vida.
Falleció el 25 de julio de 2020 en Buenos Aires debido a una severa insuficiencia cardíaca y renal agravada por el estricto aislamiento al que fuera sometido durante semanas por portación asintomática de SARS-CoV-2.

## Obras
En 1969, la Orquesta Filarmónica de la Ciudad de Buenos Aires ―bajo la dirección de Pedro Ignacio Calderón― estrenó su obra Elegía dedicada a Honorio Siccardi en el teatro Colón.
En 1974, la Orquesta Sinfónica ―bajo la dirección de Carlos Chávez― estrenó su obra Maremágnum en el teatro Colón.
El grupo Encuentros ―que dirige Alicia Terzián― ha estrenado obras suyas en Austria, Estados Unidos, Francia, Rusia y Suiza.
En 1983, el Ballet Estable del Teatro Colón estrenó su ballet Cánticos en el teatro Colón, con coreografía de Luis Agüero.
En el género popular ha editado varios álbumes, entre otros:
- Trío Juárez (1970), que despertó rápido interés por la     audacia e inspiración de sus arreglos y armonías.
- Trío Juárez + 2 (1972)
- De aquí en más (1975), considerado por la     crítica especializada como el mejor álbum de la historia del folklore     argentino.
- Tiempo reflejado (1976, ed. 1977), valorado como uno de los álbumes más influyentes del género por sus aportes tanto en el     aspecto compositivo como en el formal y tímbrico.
- Tarde de invierno (editado en México)
- Encuentro
- Contraflor al resto
- Manolo Juárez | Lito Vitale a 2 pianos - en     vivo
- Solo piano y algo más
- El que nunca se va (1987)
- Manolo Juárez & Jorge Cumbo
- Grupo de familia
- Manolo Juárez Teatro Colón
- Juárez & Homer Cuarteto
- Manolo Juárez Incidental
- Manolo Juárez Cuarteto
- Antología uno (2 CDs)
- Tiempo reflejado - Un homenaje a Manolo Juárez -en vivo- (registro sonoro del homenaje realizado el 3 de julio de 2015 en la sala Ballena Azul con la participación de importantes artistas populares como Lito Vitale, Jorge Navarro, Marián Farías Gómez, Silvina Garré, J. C. Baglietto, Luis Salinas, entre otros)

En el género sinfónico y de cámara editó:
- Asociación de Jóvenes Compositores de la     Argentina Volumen V - Fondo Nacional de las Artes
- Manuel Juárez: obras sinfónicas y de cámara
- Panorama de la música argentina-Compositores     nacidos entre 1935 y 1939 (incluye su pieza para piano Mutaciones,     oportunamente impresa por editorial Ricordi Americana)
- Línea adicional
- Quinteto Ceamc – 20th Century Composers

Música de películas

- 2004: Oro nazi en Argentina

## Premios
Ha merecido diversos premios de composición por sus obras tanto sinfónicas como de cámara, entre los que se pueden mencionar:
- 1955: Mención de Honor en el concurso G. V. Viotti, en Milán (Italia), por su Tríptico para piano.
- 1972: Premio Municipal de la Ciudad de Buenos Aires a la mejor obra del año para voz solista: Cinco canciones para mezzosoprano, flauta, arpa y trío de cuerdas.
- 1973: Premio Municipal de la Ciudad de Buenos Aires a la mejor obra del año para conjunto de cámara, Condensaciones, para bandoneón y conjunto, obra que más tarde sería estrenada por Alejandro Barletta en Berlín (Alemania Occidental) con grupo de solistas de la Filarmónica de Berlín.
- 1975: Premio Municipal de la Ciudad de Buenos Aires a la mejor obra del año para orquesta sinfónica: Maremágnum.
- 1976: Primer premio del Fondo Nacional de las Artes, categoría «Música sinfónica»: Maremágnum.
- 1976: Primer premio del Fondo Nacional de las Artes, categoría «Obras para voz»: Cinco canciones.
- 1976: Segundo premio del Fondo Nacional de las Artes, categoría «Obras para instrumentos solistas»: Tres piezas para flauta.
- 1976: Beca Doménico Zípoli otorgada por el Gobierno italiano para continuar su perfeccionamiento en ese país.
- 1995: Primer Premio Nacional de Música (Argentina).
- 1995: Premio Konex de música popular con Diploma al Mérito, como autor y compositor de folclore[4]
- 1996: Ciudadano Ilustre de la Ciudad de Buenos Aires, reconocimiento otorgado por el Honorable Consejo Deliberante.
- 1996: Premio Martín Fierro ―otorgado por APTRA― al mejor programa de música en radio por El toscano y la oreja.
- 1997: Premio Fondo Nacional de las Artes a la trayectoria musical.
- 2005: Premio Konex de Música Popular con Diploma al Mérito, como autor y compositor de folclore.[4]